# Holothele ludwigi
Holothele ludwigi là một loài nhện trong họ Theraphosidae.
Loài này thuộc chi Holothele. Holothele ludwigi được Embrik Strand miêu tả năm 1907.